# Лука Атлагић
Лука Атлагић (Клинтон, Индијана, САД, 1912) био је учесник Народноослободилачке борбе, мајор ЈНА и носилац Партизанске споменице.

## Биографија
Лука Атлагић Орлић рођен је 1912. године у Клинтону (држава Индијана, САД), од оца Томе и мајке Маре Латиновић из Врточа, код Петровца. Лукин отац Тома био је отишао на рад у рудник, у Америку, скупа са својим оцем Милом, па је отуда послао бродску карту супрузи Мари, која је дошла за њим. У Америци му се родио старији син Лука. Тома је страдао у тучи 1913. године, а Мара се, носећа са сином Блажом и са сином Луком у нарамку, вратила у родно село. Касније се преудала за Јову Батеса Стојкића из Врточа. Лука је одрастао у Врточу (заселак Реџин крај), код Петровца, са мајком, братом и очухом. Прије рата био је радник. Мајку су му стрељали Нијемци 1944. године на Грмечу. Брат Блаже током рата био је у њемачком ропству. Лука је био ожењен Смиљом Галоња Мимаљевић из Врточа. Дјеце нису имали.
По окупацији Југославије, Лука се укључио у припреме оружаног устанка 27. јула 1941. Од првих дана учествовао је у устаничким и герилским акцијама. Рат је провео као припадник Треће крајишке бригаде.
Члан КПЈ постао је 1942. године. Учесник је Битке на Сутјесци.
У рату је обављао више дужности. Почетком рата био је борац врточке чете. Након тога обавља дужност политичког делегата вода у Трећем батаљону Треће крајишке бригаде. Послије тога обављао је дужности комесара чете. На завршетку рата обављао је дужност политичког комесара дивизиона.
Након рата служио је као официр у ЈНА. Пензионисан је у чину мајора.
Више пута је одликован. Носилац је Партизанске споменице 1941, Ордена партизанске звијезде и Ордена заслуга за народ.